# Margit Barnay

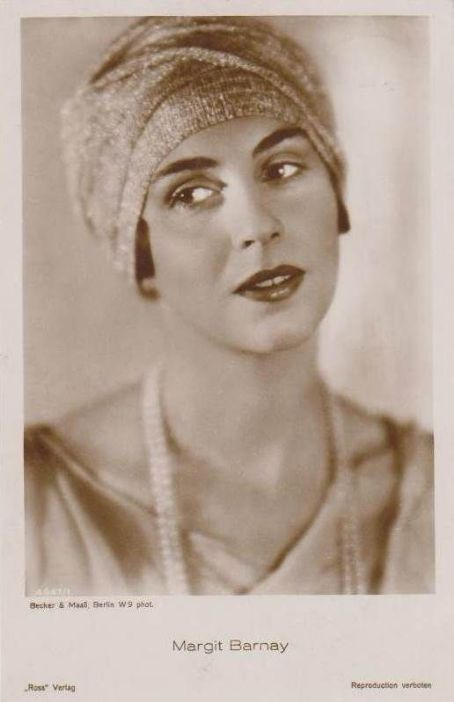
Margit Barnay, 1924

Margit Barnay (* 5. April 1896 in Berlin als Margot Rosenstock; † 11. Januar 1974 in Berlin-Zehlendorf) war eine deutsche Stummfilmschauspielerin.

## Leben und Wirken
Margit Barnay war eine Tochter des Rechtsanwalts Siegfried Rosenstock (1857–1922). Ihre Mutter war die Sängerin und Malerin Charlotte Barnay (1872–?), Tochter des Theaterschauspielers Ludwig Barnay und der Opernsängerin Marie Kreuzer. Margits Bruder war der Maler und Komponist Helmut Barnay (1902–?).
Sie schlug zunächst den Weg ihrer Mutter ein und ließ sich in Musik und Malerei ausbilden. Bei Kriegsende 1918 überredete der Filmregisseur Siegfried Dessauer sie zu einem Berufswechsel und holte Margit Barnay mit der weiblichen Hauptrolle in seiner Inszenierung Kinder der Liebe erstmals vor die Kamera. Margit Barnay arbeitete schon frühzeitig mit führenden Regisseuren der Weimarer Republik zusammen, allen voran F. W. Murnau, der ihr Hauptrollen in Satanas und Der Knabe in Blau gab.
Bis kurz vor Ende der Stummfilmzeit verpflichteten einige namhafte Regisseure der 1920er Jahre die dunkelhaarige Künstlerin, darunter Urban Gad, Otz Tollen, James Bauer, Jaap Speyer, Rudolf Walther-Fein, Otto Rippert, Johannes Guter, Reinhold Schünzel und Leo Mittler. Margit Barnay drehte in nur acht Jahren Film auf Film, in Spitzenzeiten bis zu einem Dutzend Streifen in nur einem einzigen Jahr. Keine dieser Produktionen besitzt jedoch filmhistorisch überdurchschnittliche Bedeutung. Nach rund 45 Filmen beendete Margit Barnay ihre Leinwandkarriere 1927 ebenso plötzlich wie sie sie begonnen hatte.
Nach dem Zweiten Weltkrieg war Margit Barnay als Redakteurin beim Berliner Sender RIAS tätig.

## Privates
Margit Barnay hatte am 17. Oktober 1918 den Architekten und späteren Regierungsbaumeister Hans Schmidt-Werden geheiratet. Aus dieser Ehe ging 1924 die spätere Schauspielerin Sybil Werden hervor, woraufhin Margit Barnay die Filmschauspielerei bis 1926 unterbrach.
Im Dritten Reich wurde Margit Barnay, geschützt durch die Ehe mit dem „Arier“ Schmidt-Werden, aus rassischen Gründen – sie galt gemäß nationalsozialistischer Rassengesetzgebung als „Dreiviertel-Jüdin“ und als ein „Mischling I. Grades“ – von jedweder künstlerischen Tätigkeit ausgeschlossen, die Aufnahme in die Reichsfilmkammer wurde ihr verwehrt. Zur Umgehung der Vorschrift der nationalsozialistischen Namensänderungsverordnung von 1938, den zweiten Vornamen Sara annehmen zu müssen, änderte sie ihren Vornamen in Tana; 1957 nahm sie wieder den Vornamen Margot an.
Die Ehe mit Schmidt-Werden wurde 1948 geschieden.
Barnays zeitweiliger (1952 bis 1962) Schwiegersohn war der Schauspieler Harald Juhnke.

## Filmografie
- 1919: Der Knabe in Blau
- 1919: Satanas
- 1919: Die Eidechse
- 1919: Kinder der Liebe
- 1920: Ferréol
- 1920: Uriel Acosta
- 1920: Die Maske des Todes
- 1920: Der Schädel der Pharaonentochter
- 1920: Das Gesicht im Spiegel
- 1921: Ich bin du
- 1921: Die Dame im Koffer
- 1921: Der Schrein der Medici
- 1921: Begierde
- 1921: Das Experiment des Prof. Mithrany
- 1921: Die Fremde aus der Elstergasse
- 1921: Aus den Akten einer anständigen Frau
- 1921: Der rätselhafte Tod
- 1921: Die Diamentenkonkurrenz
- 1922: Die Tigerin
- 1922: Der schlummernde Vulkan
- 1922: Brigantenrache
- 1922: Die siebtente Nacht
- 1922: Die Talfahrt des Severin Hoyer
- 1922: Der Mann ohne Beruf
- 1922: Samson
- 1922: Alexandra
- 1922: Das Liebesnest 1
- 1922: Es kommt ein Tag
- 1922: Don Juan – Vera-Filmwerke
- 1922: Bigamie
- 1922: Die schwarze Paula
- 1922: Wem nie durch Liebe Leid geschah
- 1922: Frauen, die die Ehe brechen
- 1922: Der Liebesroman des Cesare Ubaldi
- 1922: Nur eine Nacht
- 1923: Der Frauenkönig
- 1923: „Said“. Ein Volk in Ketten
- 1923: Das schöne Mädel
- 1923: Ich hatt‘ einen Kameraden
- 1923: Das Abenteuer von Sagossa
- 1924: Gift und Liebe
- 1924: Verkrachte Existenzen
- 1924: Die Egoisten. Die reich heiraten wollen
- 1926: In der Heimat, da gibt’s ein Wiedersehn!
- 1927: Der Sieg der Jugend
- 1927: Zwei unterm Himmelszeit
- 1927: Benno Stehkragen